# 托波洛格鄉 (圖爾恰縣)
44°53′N 28°22′E / 44.883°N 28.367°E
托波洛格鄉（羅馬尼亞語：Comuna Topolog, Tulcea），是羅馬尼亞的鄉份，位於該國東南部，由圖爾恰縣負責管轄，面積198平方公里，海拔高度221米，2002年人口4,918，人口密度每平方公里25人。